# Ruisseau de la Vence
Pour les articles homonymes, voir Vence (homonymie).
La Vence est une rivière française située dans le département de l'Isère, en région Auvergne-Rhône-Alpes, qui naît dans le massif de la Chartreuse et un affluent de  l'Isère, donc un sous-affluent du Rhône.

## Géographie
D'une longueur de 17,2 kilomètres, la Vence naît dans le massif de la Chartreuse, à la limite des communes de Saint-Pancrasse et Le Sappey-en-Chartreuse, à environ 1 900 m d'altitude, sur la face orientale de Chamechaude (2 082 m).
Elle conflue dans l'Isère sur la commune de Saint-Égrève au niveau de l'île Brune, à 207 mètres d'altitude.

### Communes et cantons traversées
Dans le seul département de l'Isère, la Vence traverse six communes et trois cantons :
- dans le sens amont vers aval : Le Sappey-en-Chartreuse (source), Corenc, Quaix-en-Chartreuse, Proveysieux, Saint-Égrève (confluence) Sassenage.

Soit en termes de cantons, la Vence prend source dans le canton de Meylan, traverse le canton de Saint-Égrève, conflue à la limite du canton de Fontaine-Sassenage.

## Affluents
La Vence a six affluents référencés :
- le ruisseau la Loux (rd) 2,9 km sur la seule commune de Le Sappey-en-Chartreuse.
- le ruisseau de l'Achard (rd) 2,1 km sur la seule commune de Le Sappey-en-Chartreuse.
- le ruisseau de Sarcenas (rd) 6 km sur les deux commune de Quaix-en-Chartreuse et Sarcenas avec quatre affluents :
  - le torrent le Pissou (rd) 1,7 km sur la seule commune de Sarcenas.
  - le ruisseau de FontFroide (rg) 0,9 km sur la seule commune de Sarcenas.
  - le ruisseau de Palaquit (rg) 2,6 km sur les trois communes de Quaix-en-Chartreuse, Le Sappey-en-Chartreuse et Sarcenas.
  - le ruisseau le Rivet (rd) 2,7 km sur la seule commune de Quaix-en-Chartreuse.
- le ruisseau des Groules (rg) 1,5 km sur la seule commune de Quaix-en-Chartreuse.
- le ruisseau le Coléon (rd) 2,8 km sur la seule commune de Quaix-en-Chartreuse.
- le ruisseau le Tenaison (rd) 9,9 km sur les deux communes de Proveysieux et Quaix-en-Chartreuse avec un affluent :
  - le ruisseau de Charmant Som (rg) 2,1 km sur les deux communes de Proveysieux et Saint-Pierre-de-Chartreuse.

## Écologie

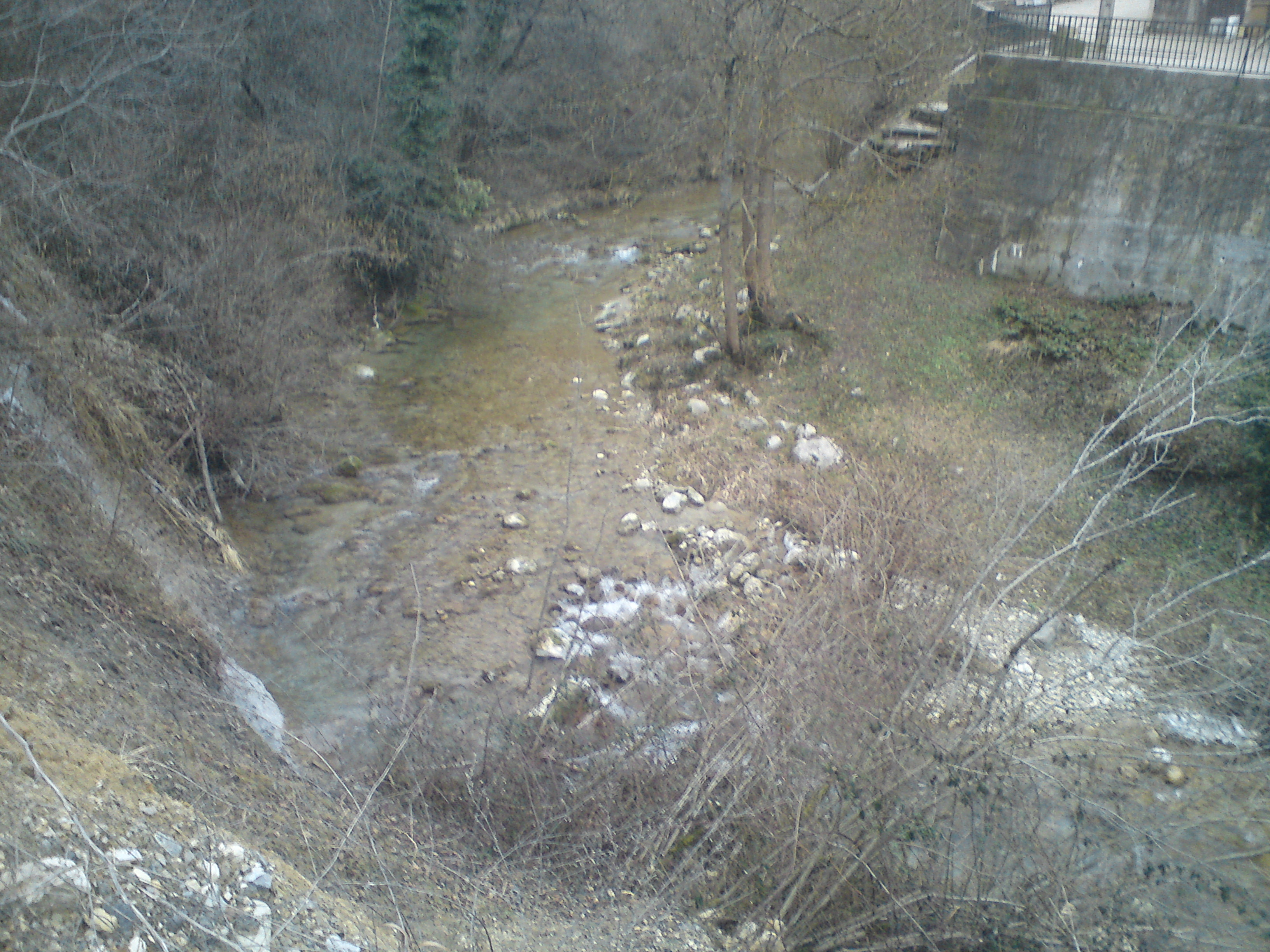
Vue de la Vence en amont du pont de Quaix.
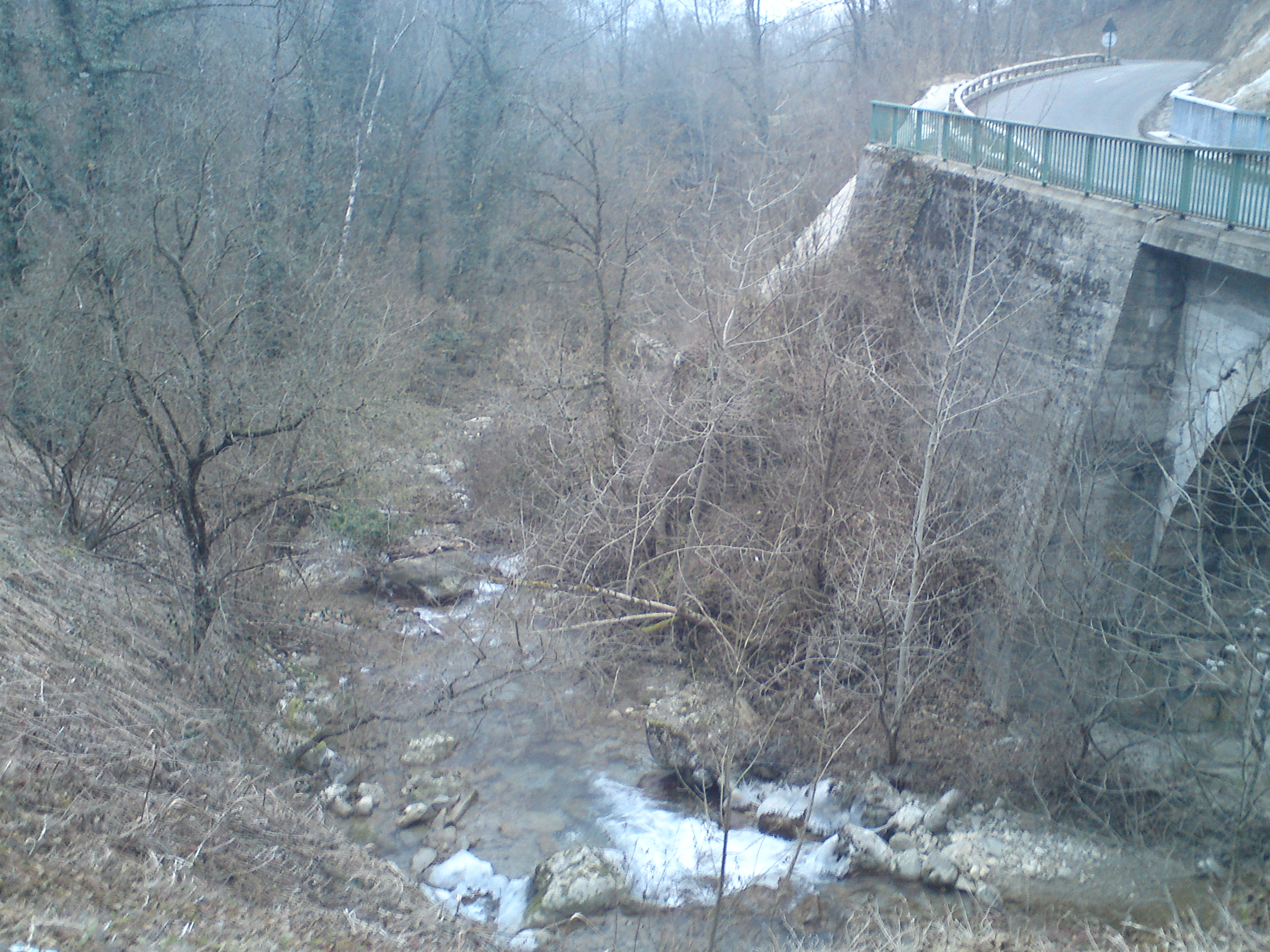
Vue de la Vence en aval du pont de Quaix.